# Jean Louis de Berton des Balbes de Crillon
Jean Louis de Berton des Balbes de Crillon est un prélat français, né probablement à Crillon-le-Brave en 1684, et mort à Avignon le 15 mars 1751.

## Biographie
Issu d'une famille d'Avignon agrégée à la noblesse au début du XVIe siècle, il est le fils de Philippe Marie Berton de Crillon et de Françoise Saporta. Il est le frère de Dominique Laurent de Berton des Balbes de Crillon, l'oncle maternel de l'abbé Joseph-Alphonse de Véri, l'oncle paternel de l'abbé Louis Athanase Des Balbes de Berton de Crillon et de Louis Des Balbes de Berton de Crillon, duc de Mahon.
En 1706, il est licencié de la Faculté de théologie d'Avignon
Il succède à Esprit Fléchier comme abbé commendataire de l'Abbaye Saint-Étienne de Baignes le 25 janvier 1701 et il est nommé évêque de Saint-Pons le 22 avril 1713. 
Nommé archevêque de Toulouse le 30 juillet 1727, il est proclamé le 27 septembre, prête serment au roi le 19 janvier 1728 et reçoit le pallium le 25 janvier. Il obtint l'abbaye de Cherlieu en commende en 1735.
Il est transféré à Narbonne en novembre 1739. Il y accueillit en mars 1742 Philippe Ier de Parme, fils du roi d'Espagne Philippe V, en route pour prendre possession du duché de Parme.
Élu mainteneur de l'Académie des Jeux floraux en 1729, il est fait commandeur de l'ordre du Saint-Esprit lors de la promotion du 13 mai 1742.
Il meurt à Avignon le 15 mars 1751 et est inhumé à Notre-Dame-des-Doms.

### Iconographie
- Anonyme, Mgr Berton de Crillon, archevêque de Narbonne, peinture, XVIIIe siècle Conservée dans la cathédrale Saint-Just-et-Saint-Pasteur de Narbonne.
- Anonyme, Mgr Berton de Crillon, archevêque de Narbonne, peinture à l'huile, XVIIIe s. Conservée au Musée d'art et d'histoire de Narbonne.